# Edy Legrand
Pour les articles homonymes, voir Warschawsky et Legrand.
Édouard Léon Louis Warschawsky dit Edy-Legrand, né à Bordeaux le 24 juillet 1892 et mort à Bonnieux le 2 septembre1970, est un illustrateur et peintre français. 
La première partie de sa carrière se déroule dans l'illustration publicitaire et littéraire. Plus tard, son œuvre a consacré sa réputation de peintre. 

## Biographie
Il est né à Bordeaux de mère française et de père juif russe. En 1919, ce jeune peintre réalise le premier livre pour enfants de la NRF, Macao et Cosmage ou l'expérience du bonheur. Les compositions en sont coloriées en style Art déco à la main par Jean Saudé. Cet album aux dimensions exceptionnelles est salué depuis les années 1980 comme un des jalons de l'histoire de l'album illustré pour enfants. L'album a été réédité en 2000 et 2020.
Il expose dès le début des années 1920 au Salon d'automne dont il est sociétaire, au Salon des indépendants et à la Société des artistes décorateurs ainsi qu'une exposition remarquée à la Galerie Weill de mars 1922 à avril 1923.
Il participé à la première exposition universelle d'œuvres gravées de l'Art Institute of Chicago en 1932 où il représente la France. Exposé avec Picasso, Matisse et Derain, il a été le seul à recevoir la mention honorable.
Par la suite, il s'installe à Rabat, au Maroc. Il y vit environ vingt ans où il est très lié à Jacques Majorelle.

« Au Maroc, Edy-Legrand est fasciné par les éléments de vie qu'il découvre dans le mouvement incessant des foules et dans la mise en vibration de la couleur par les jeux de la lumière sur les costumes et le décor. Le spectacle est si totalement pictural qu'il se plaint, dans un premier temps, d'être obligé de lutter contre la tentation de reproduire fidèlement la réalité extérieure [...]. Plus il peint, plus il affirme nettement son indépendance vis-à-vis du spectacle de la nature. Ce qu'il aime par-dessus tout, c'est recréer le frémissement de la matière par les infinies combinaisons des masses colorées »

— Claude Leclanche-Boulé, Edy-Legrand, voyage au Maroc, itinéraire d'un peintre, 1993
Il a été marié à la chorégraphe Myriam Edy-Legrand, née le 4 juin 1926.
Au soir de sa vie, Edy Legrand s'installe à « l'Ilet », près de Bonnieux, dans le Luberon. « À cette maison, évoque sa biographe Cécile Ritzenthaler, est accolée une vaste carrière de pierre, sorte de cathédrale transformée en atelier ». C'est dans ce paysage grandiose du Luberon auquel il se lie (« autant qu'aux vastes étendues du Maroc » écrit Cécile Ritzenthaler) qu'il peint ses dernières toiles et reçoit un cercle d'habitués, parmi lesquels Félix Vercel venant y choisir les tableaux à accrocher dans sa galerie de New York. Mort en 1970, Edy Legrand repose là, dans cette ancienne carrière qui fut son dernier atelier.

## Livres illustrés
- Pierre Dominique, Les Danubiennes, Grasset, 1926.
- Jean Giraudoux, Siegfried et le Limousin, 17 gravures originales sur cuivre par Edy Legrand, 225 exemplaires numérotés, Émile-Paul Frères, Paris, 1928[7].
- Jacques Bainville, Jaco et Lori, 37 compositions originales à l'eau-forte et au burin par Edy Legrand, 166 exemplaires numérotés, éditions du Capitole, 1929[8].
- Pierre Mac Orlan, Œuvres poétiques complètes, Le-Capitole, 1929;
- Georges Duhamel, Les Plaisirs et les Jeux, douze aquatintes et eaux-fortes, éditions du Capitole, 1930 (OCLC 459364276).
- Geneviève Fauconnier, Trois petits enfants bleus, Delagrave, 1934.
- Octave Mirbeau, L'Abbé Jules et Le Jardin des supplices, Éditions Nationales, 1935.
- Dante, La Divine Comédie, Union Latine d'Édition, 1938 (traduction par André Doderet).
- William Shakespeare, Les Tragédies, 5 volumes (242 dessins reproduits), Union Latine d'Édition, Paris, 1939.
- Anatole France, L'Orme du mail, aquatintes et dessins, éditions Nationales, 1947.
- La Bible (4 tomes), édité par Maurice Robert pour le « Club du livre de Marseille » illustré d'Edy Legrand, nombreuses illustrations de pleine page, publié en 1950
- Marcel Pagnol, Œuvres dramatiques - Théâtre et cinéma, 32 compositions en couleurs par Yves Brayer, Lucien Fontanarosa, André Jordan, Élie Lascaux, Edy Legrand, Jean-Denis Malclès, Jacques Thévenet, Marcel Vertès, Gallimard-Fasquelle, 1954.
- L'Imitation du Christ, Illustrée par Edy-Legrand, 2 T. , Club du Livre Paris-Marseille, 1957.
- Virgile, L'Énéide - Les Bucoliques - Les Géorgiques, 3 volumes illustrés par Edy Legrand, Jean Chièze et Berthold Mahn, Union latine d'éditions, 1958.
- Albert Camus, La Peste, 12 aquarelles Le Rayon d’or nrf, 1950 ; 2 volumes, Illustrations de Edy Legrand, Imprimerie Nationale / André Sauret Éditeur, 1962.
- Charles Vildrac, Les Lunettes du lion, Illustrations de Edy Legrand, Paul Hartmann Éditeur, Paris, 1932.
- Macao et Cosmage, ou l'Expérience du bonheur, par Edy Legrand, aux éditions de la Nouvelle Revue Française, Paris, 1919.
- Les Fioretti - Les petites fleurs de Saint François d'Assise, 60 illustrations par Edy Legrand, Tradition du Livre, Paris, 1964.
- George Sand, François Le Champi, Lithographies de Edy-Legrand , Guy Le Prat éditeur, Paris, sans date.
- Œuvres complètes de François Mauriac.
- Jacques de Lacretelle, Le Retour de Silbermann, éditions du Capitole, Paris, 1929.
- Paul Fort, Pontoise ou La folle journée, Editions René Kieffer, Paris, 1921.
- Catalogue des vins Nicolas, éditions Draeger, 1982.

## Quelques œuvres
- La Eikka, l'heure du thé, huile sur papier, 97 × 129 cm. Paris, Vente Artcurial le 09/06/2011.
- Musiciennes dans le jardin du Caïd à Telouet, huile sur toile, 97 × 130 cm.
- Femme en bleu, huile sur isorel, 130 × 100 cm.
- Ahouache à Animiter, huile sur panneau, 97 × 130 cm.
- Guedra à Goulimine, huile sur toile, 100 × 129,5 cm.
- Paysage du Lubéron, huile sur toile, 54 × 65 cm.

## Expositions

### Expositions personnelles
- Edy Legrand - Deux cents œuvres : peintures, pastels, dessins - Maroc, Espagne, France, Galerie Jean Charpentier, Paris, 1936[9].
- Edy Legrand - Peintures, Galerie Vendôme , Paris, novembre-décembre 1975[10].
- Vingt ans de Maroc par Edy Legrand, Galerie Antinea, Paris, juillet 1985[11].

### Expositions collectives
- Salon des Tuileries, Paris, 1928[12].
- Salon d'automne, Paris, 1927[13], 1928[14].
- Septième Exposition de l'Afrique française - Émile Bouneau, Charles Dufresne, André Hambourg, Edy Legrand, René Levrel, Albert Marquet…, Musée des arts décoratifs, Paris, 1935.

## Réception critique
- « Edy Legrand a gravé pour Siegfried et le Limousin quelques cuivres d'un art extrêmement fin, d'un métier excellent, admirablement adaptés au texte de Jean Giraudoux, et qui placent ce bon et probe artiste au premier rang des nouveaux illustrateurs. » - Raymond Geiger, 1929[7]
- « Edy Legrand publie aux éditions du Capitole de bien jolis cuivres pour le Jaco et Lori de Jacques Bainville. On connaît le roman : Edy Legrand l'a illustré d'une façon fort spirituelle. L'eau-forte et le burin n'ont pas de secret pour lui : il rend les jeux de la lumière avec une diabolique virtuosité où l'art ne perd pas ses droits. Voilà encore une illustration toute à l'honneur de ce bel artiste. » - Raymond Geiger, 1930[8]
- « Ce Bordelais est un analyste doublé d'un metteur en scène. En 1933, il découvre le Maroc où il retourne chaque année pendant vingt ans : il y retrouve "l'homme de toujours" (il y compose 300 illustrations pour une Bible qui paraît en 1950), et sa sincérité éclate dans ses toiles et pastels aux rythmes nerveux, fourmillants et rapides, riches de couleurs vives et de sensualité. » - Gérald Schurr[11]

## Marché de l'art
L'une de ses huiles, L'Ahouache (98 cm × 128 cm) a été vendue plus de deux cent mille euros en 2008 chez Christie's.[réf. nécessaire]

## Musées
- Musée national d'art moderne, Paris.